# Novak Harmonikas

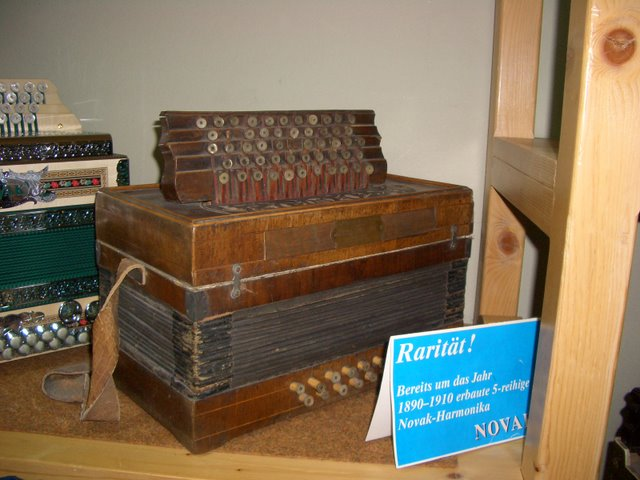
Baujahr ungefähr 1890–1900

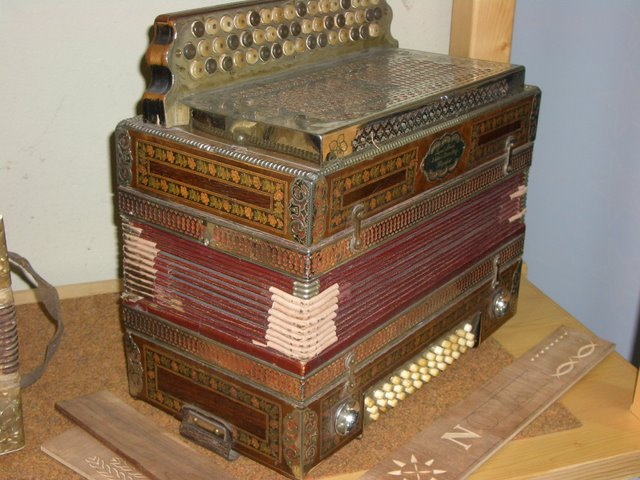
Chromatisches Akkordeon aus der Zeit um 1930

Die Firma Novak Harmonikas, eigentlich Rudolf Novak Musikinstrumenteerzeugung GmbH, ist ein Instrumentenbauunternehmen in Klagenfurt, Kärnten.

## Firmengeschichte
Die Firma wurde im Jahr 1874 durch Josef Novak in Klagenfurt gegründet. Josef Novak war Uhrmacher und begann mit dem Bau von Harmonikas und baute Josef Novak Harmonikas.
Rupert, Sohn von Josef Novak, führte den Betrieb bis 1926 weiter. Ihm folgte Rudolf Novak. Dieser übernahm unter anderem um 1955 die Linzer Orgelbaufirma Gebrüder Mauracher. Rudolf folgte sein gleichnamiger Sohn; dieser leitete den Betrieb von 1973 bis 1995. Nun wurde die Firma in eine GmbH umgewandelt, Arno Sussitz übernahm die Geschäftsführung bis 2020. Die Firma beschäftigt derzeit ca. 10 Mitarbeiter im Harmonikabau. Jährlich werden bis zu 500 Instrumente gefertigt. Stand 2022, die Geschäftsführung ist jetzt in den Händen von Dominic & Heinrich Schedler. Domink hat das Handwerk bei Novak gelernt. Heinrich Schädler ist jetzt der Eigentümer. (Michelbauer)

## Instrumente

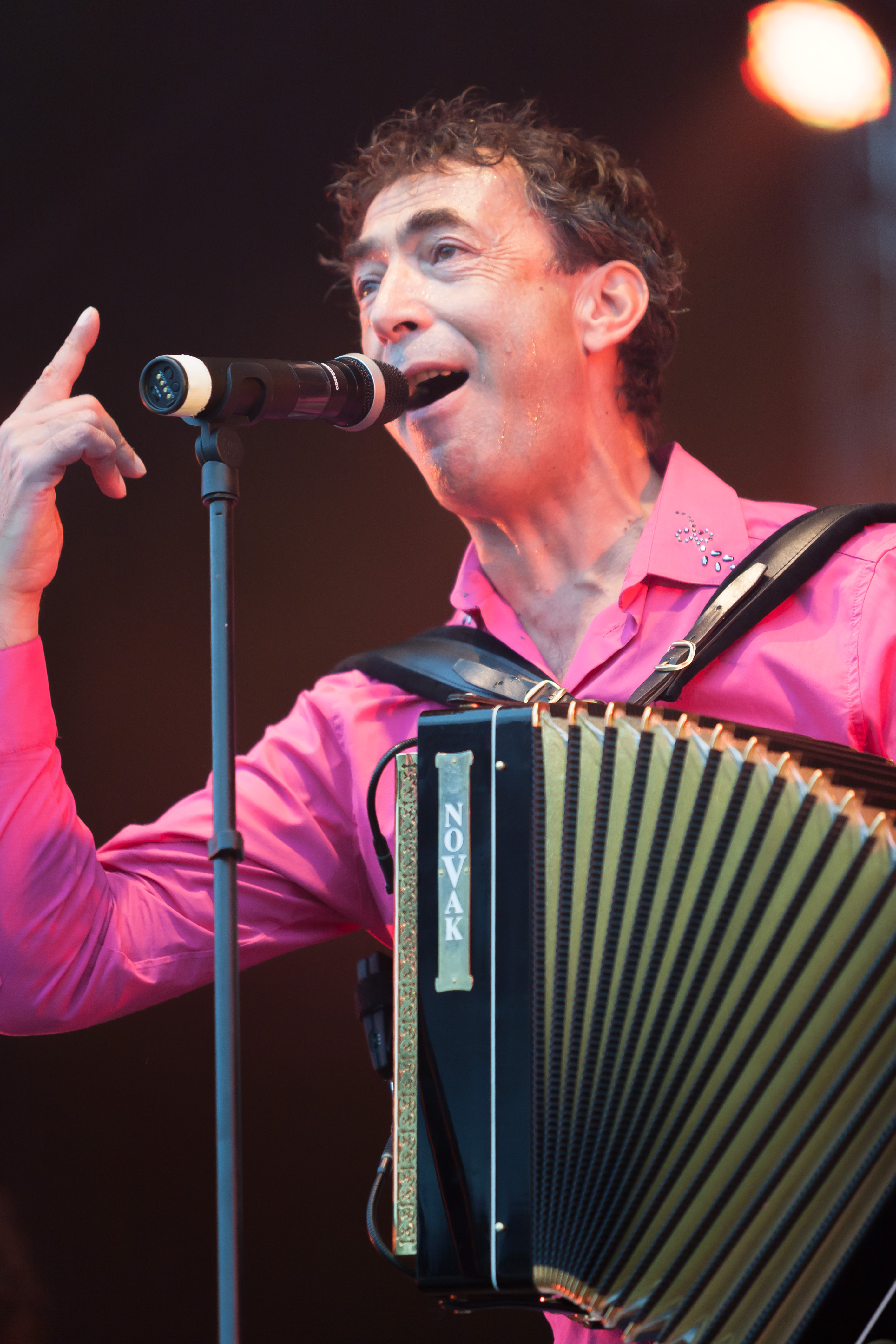
Hubert von Goisern mit einer Novak-Harmonika

1874, zur Zeit der Firmengründung, wurde in der Firma das Wiener Modell erzeugt. Erst etliche Jahre später wurden hauptsächlich Steirische Harmonikas gefertigt, anfangs das dreireihige Modell. Rupert Novak baute aber bereits um 1900 fünfreihige Steirische Harmonikas.
Eine Abbildung auf einem Firmenprospekt zeigt Rupert Novak mit einem fünfreihigen Instrument, das aber nicht dem hier präsentierten Bild entspricht. Die Abbildung seitlich zeigt ein Instrument, das eher älteren Wiener Modellen nahekommt. Das am Firmenprospekt abgebildete Instrument weist Ähnlichkeit mit Modellen von Hlavacek auf. Der Balg hatte abgerundete Metallecken wie bei Josef Hlaváček, er war mit Haken an den Gehäuseteilen verriegelt. Ansonsten wiesen die Modelle bereits alle Merkmale heutiger traditioneller Modelle auf, wie:
- abgestufte Holzmechanik am Diskant, bestehend aus zwei übereinander montierten Teilen
- Tasten ohne Versatz
- Metallverdeck und Metall-Dekorbänder am Balg
- Metallverzierung um die Basstasten mit Drachenkopf-Dekor
- Metallhörner am Bassteil
- Das Firmenschild hatte keine Engel als Dekor
- Intarsien auf beiden Gehäuseteilen

## Rudolf Novak d. Ältere
Rudolf Novak der Ältere übernahm 1955 die Orgelbaufirma Gebrüder Mauracher/Linz und baute dann Orgeln, zumeist mit elektropneumatischer Traktur, ab den 1960er-Jahren dann auch mechanische Orgeln mit Schleifladen.
| Jahr         | Ort                         | Gebäude                                    | Bild                                  | Manuale | Register | Bemerkungen |
| ------------ | --------------------------- | ------------------------------------------ | ------------------------------------- | ------- | -------- | ----------- |
| 1955         | Wimpassing im Schwarzatale  | Pfarrkirche Wimpassing im Schwarzatale     |                                       | II/P    | 15       | [ 4 ]       |
| 1956         | Reyersdorf                  | Filialkirche hl. Leonhard in Reyersdorf    |                                       | II/P    | 6        | [ 5 ]       |
| 1957         | Haßbach                     | Pfarrkirche Haßbach                        |                                       | II/P    | 12       | [ 6 ]       |
| 1958         | Ternitz                     | Pfarrkirche hl. Herz Jesu in Ternitz       | linke Gehäusehälfte mit Principal 16' | III/P   | 34       | [ 7 ]       |
| 1959         | Keutschach am See           | Pfarrkirche Keutschach                     |                                       | II/P    | 13       |             |
| 1959         | Friesach                    | Pfarrkirche Zienitzen                      |                                       | I/P     | 5        | [ 8 ]       |
| 1960         | Scheiblingkirchen           | Pfarrkirche Scheiblingkirchen              |                                       | II/P    | 10       | [ 9 ]       |
| 1960         | Klagenfurt                  | Marienkirche                               |                                       | II/P    | 16       | [ 10 ]      |
| 1960         | Sollenau                    | Pfarrkirche Sollenau                       |                                       | II/P    |          |             |
| 1962         | Deutsch Wagram              | Pfarrkirche Deutsch-Wagram                 |                                       | II/P    | 17       |             |
| 1962         | Raach am Hochgebirge        | Pfarrkirche Raach am Hochgebirge           |                                       | II/P    | 11       | [ 11 ]      |
| 1962         | Seeboden am Millstätter See | Pfarrkirche Seeboden am Millstätter See    |                                       | II/P    | 15       | [ 12 ]      |
| 1963         | Blumau an der Wild          | Blumau an der Wild                         |                                       |         |          |             |
| 1963         | Payerbach                   | Pfarrkirche Payerbach                      |                                       | II/P    | 13       | [ 13 ]      |
| 1963         | Wien-Rodaun                 | Pfarrkirche Rodaun                         |                                       | II/P    | 9        |             |
| 1964         | Ternitz-Sieding             | Pfarrexpositur Sieding in Ternitz          |                                       | II/P    | 10       | [ 14 ]      |
| 1965         | Großenzersdorf              | Pfarrkirche Probstdorf                     |                                       | II/P    | 11       | [ 15 ]      |
| 1965         | Göttlesbrunn                | Pfarrkirche Göttlesbrunn                   |                                       | II/P    | 10       | [ 16 ]      |
| 1965         | Probstdorf                  | Pfarrkirche Probstdorf                     |                                       | II/P    | 11       | [ 17 ]      |
| 1960er Jahre | Walpersbach                 | Pfarrkirche Walpersbach                    |                                       | II/P    | 8        | [ 18 ]      |
| 1965         | Deutsch-Haslau              | Pfarrkirche Deutsch-Haslau                 |                                       | II/P    | 7        |             |
| 1965         | Sooß                        | Pfarrkirche Sooß                           |                                       | II/P    | 7        | [ 19 ]      |
| 1966         | Felixdorf                   | Pfarrkirche Felixdorf                      |                                       | II/P    | 6        | [ 20 ]      |
| 1967         | Aderklaa                    | Filialkirche Aderklaa                      |                                       | II/P    | 9        |             |
| 1967         | Zwölfaxing                  | Pfarrkirche Zwölfaxing                     |                                       | II/P    | 7        | [ 21 ]      |
| 1968         | Wien                        | Pfarrkirche am Keplerplatz                 |                                       | II/P    | 28       | [ 22 ]      |
| 1969         | Wien-Unter St. Veit         | Unter St. Veiter Pfarrkirche               |                                       | II/P    | 8        | [ 23 ]      |
| 1970         | Dürnkrut                    | Pfarrkirche Dürnkrut                       |                                       | II/P    | 11       | [ 24 ]      |
| 1970         | Schleinbach                 | Pfarrkirche Schleinbach                    |                                       | II/P    | 12       | [ 25 ]      |
| 1970         | Neumarkt in Steiermark      | Pfarrkirche Neumarkt in Steiermark         |                                       | II/P    | 10       | [ 26 ]      |
| 1970         | Klagenfurt                  | Pfarrkirche St. Theresia                   |                                       | II/P    | 21       | [ 27 ]      |
| 1970         | Friesach                    | Heiligenblutkirche                         |                                       | I/P     | 4        | [ 28 ]      |
| 1971         | Hohenwarth                  | Pfarrkirche Hohenwarth                     |                                       | II/P    | 8        |             |
| 1972         | Klagenfurt                  | Rektoratskirche St. Elisabeth (Klagenfurt) |                                       | II/P    | 19       | [ 29 ]      |
| 1972         | Eisenkappel-Vellach         | Pfarrkirche Eisenkappel                    |                                       | II/P    | 11       | [ 30 ]      |
| 19xx         | Ebenthal in Kärnten         | Pfarrkirche Ebenthal in Kärnten            |                                       | II/P    | 11       |             |

## Rudolf Novak d. Jüngere
Rudolf Novak der Jüngere leitete den Betrieb als Orgelbauer von 1973 bis 1995.
| Jahr | Ort                    | Gebäude                            | Bild | Manuale | Register | Bemerkungen                                                                   |
| ---- | ---------------------- | ---------------------------------- | ---- | ------- | -------- | ----------------------------------------------------------------------------- |
| 1977 | Ferlach                | Pfarrkirche Ferlach                |      | II/P    | 26       | [ 31 ]                                                                        |
| 1977 | Sankt Veit an der Glan | Pfarrkirche Sankt Veit an der Glan |      | III/P   | 25       | [ 32 ]                                                                        |
| 1981 | Friesach               | Pfarrkirche Zeltschach             |      | I/P     | 7        | [ 33 ]                                                                        |
| 1981 | Brunn an der Wild      | Pfarrkirche Neukirchen an der Wild |      | I/P     | 6        | Diese Orgel stand bis 2016 in der Churhauskapelle in 1010 Wien, Stephansplatz |
| 1982 | Gurk (Kärnten)         | Dom zu Gurk                        |      | I/P     | 4        | Krypta-Orgel                                                                  |
| 1982 | Bleiburg               | Pfarrkirche Rinkenberg             |      | I/P     | 6        | originalgetreuer Nachbau der Orgel von Franz Grafenauer, Gehäuse aus 1906     |
| 1983 | Gurk (Kärnten)         | Dom zu Gurk                        |      | III/P   | 25       | Chororgel im historischen Gehäuse                                             |
| 1984 | Villach-Maria Gail     | Wallfahrtskirche Maria Gail        |      | II/P    | 13       | [ 38 ]                                                                        |
| 1987 | Villach                | Pfarrkirche St. Josef (Villach)    |      | II/P    | 14       | [ 39 ]                                                                        |
| 1990 | St. Jakob im Rosental  | Wallfahrtskirche Maria Elend       |      | II/P    | 17       |                                                                               |

weitere Orgeln:
- 1975: Orgelpositiv in der Filialkirche hl. Johannes Nepomuk in Traunfeld